# Élections législatives de 1988 dans la Haute-Saône
Les élections législatives françaises de 1988 se déroulent les 5 et 12 juin 1988. Dans le département de la Haute-Saône, trois députés sont à élire dans le cadre de trois circonscriptions.

## Élus
| Circonscription | Député sortant        | Parti                 | Parti                 | Député élu ou réélu | Parti | Parti |
| --------------- | --------------------- | --------------------- | --------------------- | ------------------- | ----- | ----- |
| 1re             | Scrutin proportionnel | Scrutin proportionnel | Scrutin proportionnel | Christian Bergelin  |       | RPR   |
| 2e              | Scrutin proportionnel | Scrutin proportionnel | Scrutin proportionnel | Jean-Pierre Michel  |       | PS    |
| 3e              | Scrutin proportionnel | Scrutin proportionnel | Scrutin proportionnel | Philippe Legras     |       | RPR   |

## Positionnement des partis
L'UDF et le RPR se présentent unis sous l'étiquette « Union du Rassemblement et du Centre » tandis que les candidats du Parti socialiste se rangent sous la bannière de la « Majorité présidentielle pour la France unie », slogan de la campagne présidentielle de François Mitterrand.

## Résultats

### Résultats à l'échelle du département
| Parti          | Parti                               | Premier tour | Premier tour | Second tour | Second tour | Sièges |
| Parti          | Parti                               | Voix         | %            | Voix        | %           | Sièges |
| -------------- | ----------------------------------- | ------------ | ------------ | ----------- | ----------- | ------ |
|                | Rassemblement pour la République    | 37 345       | 21,19        | 20 535      | 51,72       | 2      |
|                | Union pour la démocratie française  | 11 847       | 10,21        |             |             | 0      |
|                | Union du Rassemblement et du Centre | 49 192       | 42,41        | 20 535      | 51,72       | 2      |
|                |                                     |              |              |             |             |        |
|                | Parti socialiste                    | 34 234       | 29,51        |             |             | 1      |
|                | Divers gauche (Maj. prés.)          | 14 551       | 12,54        | 19 168      | 48,28       | 0      |
|                | La France unie                      | 48 785       | 42,06        | 19 168      | 48,28       | 1      |
|                |                                     |              |              |             |             |        |
|                | Front national                      | 9 389        | 8,09         |             |             | 0      |
|                | Parti communiste français           | 8 636        | 7,44         | 0           |             |        |
|                |                                     |              |              |             |             |        |
| Inscrits       | Inscrits                            | 165 614      | 100,00       | 51 701      | 100,00      | 3      |
| Abstentions    | Abstentions                         | 46 241       | 27,92        | 10 553      | 20,41       |        |
| Votants        | Votants                             | 119 373      | 72,08        | 41 148      | 79,59       |        |
| Blancs et nuls | Blancs et nuls                      | 3 371        | 2,82         | 1 445       | 3,51        |        |
| Exprimés       | Exprimés                            | 116 002      | 97,18        | 39 703      | 96,49       |        |

### Résultats par circonscription

#### Première circonscription (Vesoul)
|                | Christian Bergelin sortant réélu | RPR (URC)      | 20 920 | 50,68  |  |  |  |
|                | Loïc Niepceron                   | PS             | 14 763 | 35,77  |  |  |  |
|                | Pascal Martin                    | FN             | 2 712  | 6,57   |  |  |  |
|                | Frédéric Bernabé                 | PCF            | 1 984  | 4,81   |  |  |  |
|                | François Appaix                  | Divers gauche  | 898    | 2,18   |  |  |  |
|                |                                  |                |        |        |  |  |  |
| Inscrits       | Inscrits                         | Inscrits       | 57 551 | 100,00 |  |  |  |
| Abstentions    | Abstentions                      | Abstentions    | 15 491 | 26,92  |  |  |  |
| Votants        | Votants                          | Votants        | 42 060 | 73,08  |  |  |  |
| Blancs et nuls | Blancs et nuls                   | Blancs et nuls | 783    | 1,86   |  |  |  |
| Exprimés       | Exprimés                         | Exprimés       | 41 277 | 98,14  |  |  |  |

#### Deuxième circonscription (Lure - Héricourt)
|                | Jean-Pierre Michel sortant réélu | PS             | 19 471 | 50,17  |  |  |  |
|                | Louis Moschetti                  | UDF (PR) (URC) | 11 847 | 30,53  |  |  |  |
|                | Claude Thiébaut                  | FN             | 3 829  | 9,87   |  |  |  |
|                | Gilles Lazar                     | PCF            | 3 661  | 9,43   |  |  |  |
|                |                                  |                |        |        |  |  |  |
| Inscrits       | Inscrits                         | Inscrits       | 56 347 | 100,00 |  |  |  |
| Abstentions    | Abstentions                      | Abstentions    | 16 291 | 28,91  |  |  |  |
| Votants        | Votants                          | Votants        | 40 056 | 71,09  |  |  |  |
| Blancs et nuls | Blancs et nuls                   | Blancs et nuls | 1 248  | 3,12   |  |  |  |
| Exprimés       | Exprimés                         | Exprimés       | 38 808 | 96,88  |  |  |  |

#### Troisième circonscription (Luxeuil-les-Bains)
| Candidat       | Candidat                      | Parti                      | Premier tour | Premier tour | Second tour | Second tour |  |
| Candidat       | Candidat                      | Parti                      | Voix         | %            | Voix        | %           |  |
| -------------- | ----------------------------- | -------------------------- | ------------ | ------------ | ----------- | ----------- |  |
|                | Philippe Legras sortant réélu | RPR (URC)                  | 16 425       | 45,73        | 20 535      | 51,72       |  |
|                | Pierre Dabezies               | Divers gauche (Maj. prés.) | 13 653       | 38,01        | 19 168      | 48,28       |  |
|                | François Monin                | PCF                        | 2 991        | 8,33         |             |             |  |
|                | Bernadette Missey             | FN                         | 2 848        | 7,93         |             |             |  |
|                |                               |                            |              |              |             |             |  |
| Inscrits       | Inscrits                      | Inscrits                   | 51 716       | 100,00       | 51 701      | 100,00      |  |
| Abstentions    | Abstentions                   | Abstentions                | 14 459       | 27,96        | 10 553      | 20,41       |  |
| Votants        | Votants                       | Votants                    | 37 257       | 72,04        | 41 148      | 79,59       |  |
| Blancs et nuls | Blancs et nuls                | Blancs et nuls             | 1 340        | 3,6          | 1 445       | 3,51        |  |
| Exprimés       | Exprimés                      | Exprimés                   | 35 917       | 96,4         | 39 703      | 96,49       |  |